# 飛行する君と僕のために/運命、というかUFOに (ドゥイ、ドゥイ)
『飛行する君と僕のために/運命、というかUFOに (ドゥイ、ドゥイ)』（ひこうするきみとぼくのために/うんめい、というかユーフォーに (ドゥイ、ドゥイ) 英語: The Crescent Shines/Destiny or an UFO）は、日本のシンガーソングライター小沢健二の22枚目のシングル。2021年12月22日にユニバーサル ミュージック ジャパンからリリースされた。

## 概要
前作『泣いちゃう』から7か月ぶり、CDシングルとしては『アルペジオ (きっと魔法のトンネルの先)』から3年10か月ぶり、両A面シングルとしては『指さえも/ダイスを転がせ』から24年ぶりのリリースとなるシングル。また、同時に小沢の1stアルバムである『犬は吠えるがキャラバンは進む』の再発盤も発売された。
両A面の1曲目の「飛行する君と僕のために」は2016年に開催された全国ツアー「魔法的 Gターr ベasス Dラms キーeyズ」で披露された楽曲のスタジオ音源であり、2曲目の「運命、というかUFOに (ドゥイ、ドゥイ)」は新録曲となっている。
CDジャケットは小沢自らがデザインを手がけ、守本勝英が撮影した髪を紫に染めた小沢のポートレートをリソグラフで加工したアートワークとなっており、CD盤面にはニューヨークの地図と星座が描かれている。

## 収録曲
全作詞・作曲・編曲：小沢健二
1. 飛行する君と僕のために The Crescent Shines（4:41）
2016年の『魔法的 Gターr ベasス Dラms キーeyズ』にて初披露されて以降ライブでのみ披露されていた楽曲のスタジオ音源[5]。
小沢自身のTwitterにて楽曲はレブロン・ジェームズがマイアミ・ヒート時代の試合前にアップする様子を見てパターンが浮かんだ曲であることを公表している[7][8]。
2. 運命、というかUFOに (ドゥイ、ドゥイ) Destiny or an UFO（3:37）
歌詞とメロディーが女性の視点、ラップパートが男性の視点から描かれている曲[9][10]。
発売と同時に公開されたMVは小沢自身が監督と歌詞のデザインを手がけ、ジャケットの撮影を手がけた守本勝英が実写パートの撮影とリソグラフとして参加しており、歌詞のデザインには具象詩を利用した表現がなされている[11][12]。
3. 飛行する君と僕のために instrumental（4:40）
CDにのみ収録（配信には未収録）。
4. 運命、というかUFOに (ドゥイ、ドゥイ) instrumental（3:38）
CDにのみ収録（配信には未収録）。

## テレビ出演
運命、というかUFOに (ドゥイ、ドゥイ)
- テレビ朝日『ミュージックステーション ウルトラスーパーライブ2021』（2021年12月24日放送）
「愛し愛されて生きるのさ」とともに披露された[13]。

## 評価
『rockin'on.com』の小池宏和は、『飛行する君と僕のために』について「不安感を抱きながらも颯爽と離陸するクールなファンキーポップが、《飛行する君と僕のためにある　科学と文学/方角をくれる》という思いを乗せ、新たな旅立ちに鳴り響く人類讃歌だ。この時期に晴れてリリースされる点も含めてグッとくる」と、『運命、というかUFOに (ドゥイ、ドゥイ)』について「何気ない日常の風景を切り取り、そこに奇跡的な幸福と高揚感を見出す小沢マジックの一撃だ。どこか90年代のオザケンと地続きになった軽やかな響きが、逆に新鮮な手応えをもたらしてくれる。我々はたぶん、その《無敵》の瞬間を知っていた」と評している。

## チャート成績
2021年12月21日付のオリコンデイリーシングルランキングで初登場10位を獲得し、2022年1月3日付のオリコン週間シングルランキングでは4,504枚を売り上げ、初登場16位を獲得した。
2021年12月29日公開のBillboard Japan Top Singles Salesでは4,518枚で初登場17位を獲得した。